# Planaltina (geslacht)
Planaltina is een geslacht van straalvinnige vissen uit de familie van de karperzalmen (Characidae).

## Soorten
- Planaltina britskii Menezes, Weitzman & Burns, 2003
- Planaltina glandipedis Menezes, Weitzman & Burns, 2003
- Planaltina myersi Böhlke, 1954